# Åsa Wallenius
Åsa Ulrika Kristina Wallenius, född 7 oktober 1970 i Helsingfors, är en finländsk skådespelare. 

## Biografi
Wallenius studerade först till trädgårdsmästare i Skåne 1991–1993, sedan vid Teaterhögskolan 1995–1999, där hon blev magister i teaterkonst. Hon började som frilans 1999–2002 och anställdes därefter på Svenska Teatern. På Wasa Teater gjorde hon Gulle i Vem är rädd för Virginia Woolf?. Hon medverkade även i Teater Viirus Berlin Alexandersplatz. På Svenska Teatern var hon Timo i den av Joakim Groth regisserade Sju bröder (vilka alla gjordes av Teater Mars kvinnliga skådespelare) och var med i En ängel flög förbi och Här någonstans med samme regissör. En framträdande roll hade hon i den av Marcus Groth regisserade pjäsen Minnen av vatten på Mini-scenen (2005). Barnen och familjerna lyckliggjorde hon som den bevekande Skönheten i familjepjäsen Skönheten och odjuret samma år, i Sven Sids regi. Att hennes kapacitet räcker till för djupt tragiska roller visade hon i Mia Hafréns svarta familjeskildring Violagatan (2005) och som nervknippet Emma Irene Åström i Den dansande prästen (2006).